# Aniline
Aniline of benzeenamine is een aromatisch primair amine, die opgebouwd is uit een benzeenring en een aminogroep. De stof komt voor als een kleurloze corrosieve vloeistof. Het is een belangrijke grondstof voor synthetische kleurstoffen. Aniline is ingedeeld in IARC-klasse 3, hetgeen betekent dat de stof niet onder te brengen is voor wat betreft de carcinogeniciteit voor de mens.

## Geschiedenis
Aniline werd voor het eerst geïsoleerd uit indigo in 1826 door Otto Unverdorben. Een goedkope methode om aniline uit teer te produceren werd ontdekt in 1855 door August Wilhelm von Hofmann.
De eerste toepassing op industriële schaal was de productie van mauveïne, een paarse kleurstof, die in 1856 werd ontdekt door William Henry Perkin.
Sinds 1897 wordt aniline door de Badische Anilin- und Soda-Fabrik (BASF) gebruikt voor de synthetische productie van de kleurstof indigo, die daarvoor uitsluitend uit plantaardige grondstoffen gewonnen kon worden (Heumann-synthese).

## Synthese
Aniline kan in twee stappen uit benzeen gevormd worden. Eerst wordt benzeen genitreerd door reactie met salpeterzuur en zwavelzuur tot nitrobenzeen. Vervolgens wordt de nitrogroep van nitrobenzeen gereduceerd tot een primair amine, wat aniline oplevert. Diverse reductoren kunnen aangewend worden, waaronder waterstofgas (met een katalysator), waterstofsulfide, ijzer, zink en tin.
Vele derivaten van aniline kunnen op een vergelijkbare wijze gevormd worden.

## Toepassing
Aniline is een basisgrondstof voor de chemische industrie. Het wordt in het bijzonder toegepast voor de productie van kleurstoffen en voor de productie van MDI dat op zijn beurt een component van polyurethanen is.
Tot in de jaren '50 van de 20e eeuw werd anilinepotlood gebruikt voor het invullen van rijtijdenboekjes door chauffeurs, abonnementskaarten en dergelijke , of formulieren door boekhouders, omdat - eenmaal geschreven - niet meer gewist kon worden, zoals met gewoon potlood.

## Eigenschappen

### Verschijningsvorm
Het is een olieachtige, kleurloze vloeistof. Bij blootstelling aan de lucht kan aniline roodbruin verkleuren ten gevolge van de onzuiverheden die door oxidatie ontstaan.

### Chemische eigenschappen
Aniline is zwak basisch. Met sterke zuren vormt het zouten (bijvoorbeeld aniliniumchloride door reactie met zoutzuur), en met acylhaliden (bijvoorbeeld acetylchloride) vormt het amiden. De amiden die uit aniline gevormd worden, worden wel aniliden genoemd. Een voorbeeld is acetanilide. De grootste groep aniliden wordt gevormd door de sulfonaniliden.
Evenals fenolen zijn anilinederivaten zeer reactief in elektrofiele aromatische substituties. De aromatische sulfonering van aniline levert sulfanilinezuur, dat kan worden omgezet in sulfanilamide. Sulfanilamide is een van de sulfageneesmiddelen, die in de vroege 20e eeuw veel gebruikt werd als middel tegen bacteriële infecties. De bromering van aniline is zelfs zo snel dat de reactie als titratiereactie gebruikt kan worden.
Met salpeterigzuur reageren aniline en diens gesubstitueerde derivaten tot diazoniumzouten. Via die ionen kan de aminegroep van aniline gemakkelijk worden omgezet in een hydroxy-, nitril-, of halogeen-groep. Diazoniumzouten zijn ook goede nucleofielen en zij vormen de basis voor de eerder genoemde synthetische kleurstoffen.